# ケンタッキー州知事の一覧
ケンタッキー州知事の一覧（英語：List of Governors of Kentucky）は、アメリカ合衆国のケンタッキー州の州知事の一覧である。

## 概要
ケンタッキー州知事はケンタッキー州の政府の長であり、州軍の最高司令官を務める。州法を執行させる義務があり、州議会で可決された法案を承認または拒否する権限がある。議会を招集する権限があり、反逆罪や弾劾の場合を除いて恩赦を与える権限がある。州政府を編成し、その大きさを減らす権限も与えられている。昔から国内でも行政権の強い地位と見なされてきた。
過去から57人がケンタッキー州知事を務めてきた。1992年にケンタッキー州憲法に修正が加えられる以前、知事は連続した任期を務めることを禁じられていた。ただし、アイザック・シェルビー、ジョン・L・ヘルム、ジェイムズ・マクリアリー、A・B・"ハッピー"・チャンドラーの4人は、連続しない任期を複数務めてきた。知事の再選を認める憲法修正後、最初に2期目を求める資格があったポール・パットンは1999年の選挙で再選された。第2代知事のジェイムズ・ゲアリドが再選を求めた1800年には、憲法で再選禁止の条項が規定されていなかった。
1899年の論争の多かった州知事選挙で当選したウィリアム・ゴーベルは、就任中に暗殺された唯一のアメリカ合衆国州知事となっている。1983年から1987年まで州知事を務めたマーサ・レイン・コリンズは、ケンタッキー州知事として初の女性であり、国内各州で元知事の妻あるいは未亡人ではなかった女性では3人目だった。
ケンタッキー州は当初バージニア州のケンタッキー郡だった。1792年6月1日に州に昇格してアメリカ合衆国に加入した。州に昇格する前の時代はバージニア州知事を参照。61の任期に57人の知事が存在した。
1861年11月20日に選挙で選ばれてはいなかった集団が、アメリカ合衆国からの脱退を宣言した。アメリカ連合国政府は2人の知事を選出したが（下のリストでは別枠で扱う）、州を支配したとは言えず、知事の本流は維持されたままだった。
1792年に定められたケンタッキー州憲法では、州知事を選挙人が選ぶこととし、任期は4年間だった。1799年に制定された第2次州憲法では、これを州民の選挙に変更し、知事が7年以内に再度就任することを禁じていた。1850年に制定された第3次憲法では、再就任制限を4年間に縮めた。1992年の憲法修正は、知事が2期目を連続して選ばれることを認めた。

## 州知事の一覧
民主党（35人）
      民主共和党（9人）
      ノウ・ナッシング党（1人） 
      国民共和党（2人）
      共和党（8人）
      ホイッグ党（6人）
| 順序 | 氏名                               | 氏名                           | 就任日         | 退任日         | 政党               | 副知事 | 副知事                             | 在任期数 |
| ---- | ---------------------------------- | ------------------------------ | -------------- | -------------- | ------------------ | ------ | ---------------------------------- | -------- |
| 1    |                                    | アイザック・シェルビー         | 1792年6月4日   | 1796年6月7日   | 民主共和党         | なし   | なし                               | 1        |
| 2    |                                    | ジェイムズ・ゲアリド           | 1796年6月7日   | 1804年9月5日   | 民主共和党         | なし   | なし                               | 2        |
| 2    | アレクサンダー・スコット・ブリット | ジェイムズ・ゲアリド           | 1796年6月7日   | 1804年9月5日   | 民主共和党         |        |                                    | 2        |
| 3    |                                    | クリストファー・グリーナップ   | 1804年9月5日   | 1808年9月1日   | 民主共和党         |        | ジョン・コールドウェル             | 1        |
| 3    | トマス・ポージー                   | クリストファー・グリーナップ   | 1804年9月5日   | 1808年9月1日   | 民主共和党         |        |                                    | 1        |
| 4    |                                    | チャールズ・スコット           | 1808年9月1日   | 1812年8月24日  | 民主共和党         |        | ガブリエル・スローター             | 1        |
| 5    |                                    | アイザック・シェルビー         | 1812年8月24日  | 1816年9月5日   | 民主共和党         |        | リチャード・ヒックマン             | 1        |
| 6    |                                    | ジョージ・マディソン           | 1816年9月5日   | 1816年10月14日 | 民主共和党         |        | ガブリエル・スローター             | 1⁄2      |
| 7    |                                    | ガブリエル・スローター         | 1816年10月14日 | 1820年8月29日  | 民主共和党         | 空席   | 空席                               | 1⁄2      |
| 8    |                                    | ジョン・アデア                 | 1820年8月29日  | 1824年8月24日  | 民主共和党         |        | ウィリアム・T・バリー              | 1        |
| 9    |                                    | ジョセフ・デシェイ             | 1824年8月24日  | 1828年8月26日  | 民主共和党         |        | ロバート・B・マカフィ              | 1        |
| 10   |                                    | トマス・メトカーフ             | 1828年8月26日  | 1832年9月4日   | 国民共和党         |        | ジョン・ブレシット                 | 1        |
| 11   |                                    | ジョン・ブレシット             | 1832年9月4日   | 1834年2月21日  | 民主党             |        | ジェイムズ・T・モアヘッド          | 1⁄2      |
| 12   |                                    | ジェイムズ・T・モアヘッド      | 1834年2月21日  | 1836年8月30日  | 国民共和党         | 空席   | 空席                               | 1⁄2      |
| 13   |                                    | ジェイムズ・クラーク           | 1836年8月30日  | 1839年8月27日  | ホイッグ党         |        | チャールズ・A・ウィックリフ        | 1⁄2      |
| 14   |                                    | チャールズ・A・ウィックリフ    | 1839年8月27日  | 1840年9月2日   | ホイッグ党         | 空席   | 空席                               | 1⁄2      |
| 15   |                                    | ロバート・P・レッチャー        | 1840年9月2日   | 1844年9月4日   | ホイッグ党         |        | マンリウス・V・トムソン            | 1        |
| 16   |                                    | ウィリアム・オウスリー         | 1844年9月4日   | 1848年9月6日   | ホイッグ党         |        | アーチボルド・ディクソン           | 1        |
| 17   |                                    | ジョン・クリッテンデン         | 1848年9月6日   | 1850年7月13日  | ホイッグ党         |        | ジョン・L・ヘルム                  | 1⁄2      |
| 18   |                                    | ジョン・L・ヘルム              | 1850年7月31日  | 1851年9月2日   | ホイッグ党         | 空席   | 空席                               | 1⁄2      |
| 19   |                                    | ラザラス・W・パウェル          | 1851年9月2日   | 1855年9月4日   | 民主党             |        | ジョン・B・トンプソン              | 1        |
| 20   |                                    | チャールズ・S・モアヘッド      | 1855年9月4日   | 1859年8月30日  | ノウ・ナッシング党 |        | ジェイムズ・G・ハーディ            | 1        |
| 21   |                                    | ベリア・マゴフィン             | 1859年8月30日  | 1862年8月18日  | 民主党             |        | リン・ボイド                       | 1⁄2      |
| 21   | 空席                               | ベリア・マゴフィン             | 1859年8月30日  | 1862年8月18日  | 民主党             |        |                                    | 1⁄2      |
| 22   |                                    | ジェイムズ・F・ロビンソン      | 1862年8月18日  | 1863年9月1日   | 民主党             | 空席   | 空席                               | 1⁄2      |
| 23   |                                    | トマス・E・ブラムレット        | 1863年9月1日   | 1867年9月3日   | 民主党             |        | リチャード・T・ジェイコブ          | 1        |
| 24   |                                    | ジョン・L・ヘルム              | 1867年9月3日   | 1867年9月8日   | 民主党             |        | ジョン・W・スティーブンソン        | 1⁄2      |
| 25   |                                    | ジョン・W・スティーブンソン    | 1867年9月8日   | 1871年2月3日   | 民主党             | 空席   | 空席                               | 1+1⁄2    |
| 26   |                                    | プレストン・レスリー           | 1871年2月3日   | 1875年8月31日  | 民主党             |        | ジョン・カーライル                 | 1+1⁄2    |
| 27   |                                    | ジェイムズ・マクリアリー       | 1875年8月31日  | 1879年9月2日   | 民主党             |        | ジョン・C・アンダーウッド          | 1        |
| 28   |                                    | ルーク・ブラックバーン         | 1879年9月2日   | 1883年9月5日   | 民主党             |        | ジェイムズ・E・カントリル          | 1        |
| 29   |                                    | プロクター・ノット             | 1883年9月5日   | 1887年8月30日  | 民主党             |        | ジェイムズ・R・ハインドマン        | 1        |
| 30   |                                    | サイモン・B・バックナー        | 1887年8月30日  | 1891年9月2日   | 民主党             |        | ジェイムズ・W・ブライアン          | 1        |
| 31   |                                    | ジョン・Y・ブラウン            | 1891年9月2日   | 1895年12月10日 | 民主党             |        | ミッチェル・C・アルフォード        | 1        |
| 32   |                                    | ウィリアム・O・ブラッドリー    | 1895年12月10日 | 1899年12月12日 | 共和党             |        | ウィリアム・J・ウォージントン      | 1        |
| 33   |                                    | ウィリアム・S・テイラー        | 1899年12月12日 | 1900年1月30日  | 共和党             |        | ジョン・マーシャル                 | 1⁄3      |
| 34   |                                    | ウィリアム・ゴーベル           | 1900年1月30日  | 1900年2月3日   | 民主党             |        | J・C・W・ベッカム                  | 1⁄3      |
| 35   |                                    | J・C・W・ベッカム              | 1900年2月3日   | 1907年12月10日 | 民主党             | 空席   | 空席                               | 1+1⁄3    |
| 35   | ウィリアム・P・ソーン              | J・C・W・ベッカム              | 1900年2月3日   | 1907年12月10日 | 民主党             |        |                                    | 1+1⁄3    |
| 36   |                                    | オーガスタス・ウィルソン       | 1907年12月10日 | 1911年12月12日 | 共和党             |        | ウィリアム・ホプキンソン・コックス | 1        |
| 37   |                                    | ジェイムズ・マクリアリー       | 1911年12月12日 | 1915年12月7日  | 民主党             |        | エドワード・J・マクダーモット      | 1        |
| 38   |                                    | オーガスタス・スタンレー       | 1915年12月7日  | 1919年5月19日  | 民主党             |        | ジェイムズ・D・ブラック            | 1⁄2      |
| 39   |                                    | ジェイムズ・D・ブラック        | 1919年5月19日  | 1919年12月9日  | 民主党             | 空席   | 空席                               | 1⁄2      |
| 40   |                                    | エドウィン・P・モロー          | 1919年12月9日  | 1923年12月11日 | 共和党             |        | S・スラストン・バラード            | 1        |
| 41   |                                    | ウィリアム・J・フィールズ      | 1923年12月11日 | 1927年12月13日 | 民主党             |        | ヘンリー・デンハート               | 1        |
| 42   |                                    | フレム・サンプソン             | 1927年12月13日 | 1931年12月8日  | 共和党             |        | ジェイムズ・ブレシット・ジュニア   | 1        |
| 43   |                                    | ルビー・ラフーン               | 1931年12月8日  | 1935年12月10日 | 民主党             |        | A・B・"ハッピー"・チャンドラー     | 1        |
| 44   |                                    | A・B・"ハッピー"・チャンドラー | 1935年12月10日 | 1939年10月9日  | 民主党             |        | キーン・ジョンソン                 | 1⁄2      |
| 45   |                                    | キーン・ジョンソン             | 1939年10月9日  | 1943年12月7日  | 民主党             |        | ローズ・K・マイアーズ              | 1+1⁄2    |
| 46   |                                    | シメオン・ウィリス             | 1943年12月7日  | 1947年12月9日  | 共和党             |        | ケネス・H・タグル                  | 1        |
| 47   |                                    | アール・C・クレメンツ          | 1947年12月9日  | 1950年11月27日 | 民主党             |        | ローレンス・ウェザビー             | 1⁄2      |
| 48   |                                    | ローレンス・ウェザビー         | 1950年11月27日 | 1955年12月13日 | 民主党             | 空席   | 空席                               | 1+1⁄2    |
| 48   | エマーソン・ビーチャム             | ローレンス・ウェザビー         | 1950年11月27日 | 1955年12月13日 | 民主党             |        |                                    | 1+1⁄2    |
| 49   |                                    | A・B・"ハッピー"・チャンドラー | 1955年12月13日 | 1959年12月8日  | 民主党             |        | ハリー・リー・ウォーターフィールド | 1        |
| 50   |                                    | バート・コームズ               | 1959年12月8日  | 1963年12月10日 | 民主党             |        | ウィルソン・ワイアット             | 1        |
| 51   |                                    | エドワード・ブレシット         | 1963年12月10日 | 1967年12月12日 | 民主党             |        | ハリー・リー・ウォーターフィールド | 1        |
| 52   |                                    | ルーイー・ナン                 | 1967年12月12日 | 1971年12月7日  | 共和党             |        | ウェンデル・H・フォード            | 1        |
| 53   |                                    | ウェンデル・H・フォード        | 1971年12月7日  | 1974年12月28日 | 民主党             |        | ジュリアン・キャロル               | 1⁄2      |
| 54   |                                    | ジュリアン・キャロル           | 1974年12月28日 | 1979年12月11日 | 民主党             |        | セルマ・ストーバル                 | 1+1⁄2    |
| 55   |                                    | ジョン・Y・ブラウン・ジュニア  | 1979年12月11日 | 1983年12月13日 | 民主党             |        | マーサ・レイン・コリンズ           | 1        |
| 56   |                                    | マーサ・レイン・コリンズ       | 1983年12月13日 | 1987年12月8日  | 民主党             |        | スティーヴ・ベシア                 | 1        |
| 57   |                                    | ウォレス・ウィルキンソン       | 1987年12月8日  | 1991年12月10日 | 民主党             |        | ブレレトン・ジョーンズ             | 1        |
| 58   |                                    | ブレレトン・ジョーンズ         | 1991年12月10日 | 1995年12月12日 | 民主党             |        | ポール・パットン                   | 1        |
| 59   |                                    | ポール・パットン               | 1995年12月12日 | 2003年12月9日  | 民主党             |        | スティーブ・ヘンリー               | 2        |
| 60   |                                    | アーニー・フレッチャー         | 2003年12月9日  | 2007年12月11日 | 共和党             |        | スティーブ・ペンス                 | 1        |
| 61   |                                    | スティーヴ・ベシア             | 2007年12月11日 | 2015年12月8日  | 民主党             |        | ダニエル・モンジアルド             | 2        |
| 61   | ジェリー・アブラムソン             | スティーヴ・ベシア             | 2007年12月11日 | 2015年12月8日  | 民主党             |        |                                    | 2        |
| 62   |                                    | マット・ベヴィン               | 2015年12月8日  | 2019年12月10日 | 共和党             |        | ジェニーン・ハンプトン             | 1        |
| 63   |                                    | アンディ・ベシア               | 2019年12月10日 | 現職           | 民主党             |        | ジャクリーン・コールマン           | 現職     |

## アメリカ連合国の知事

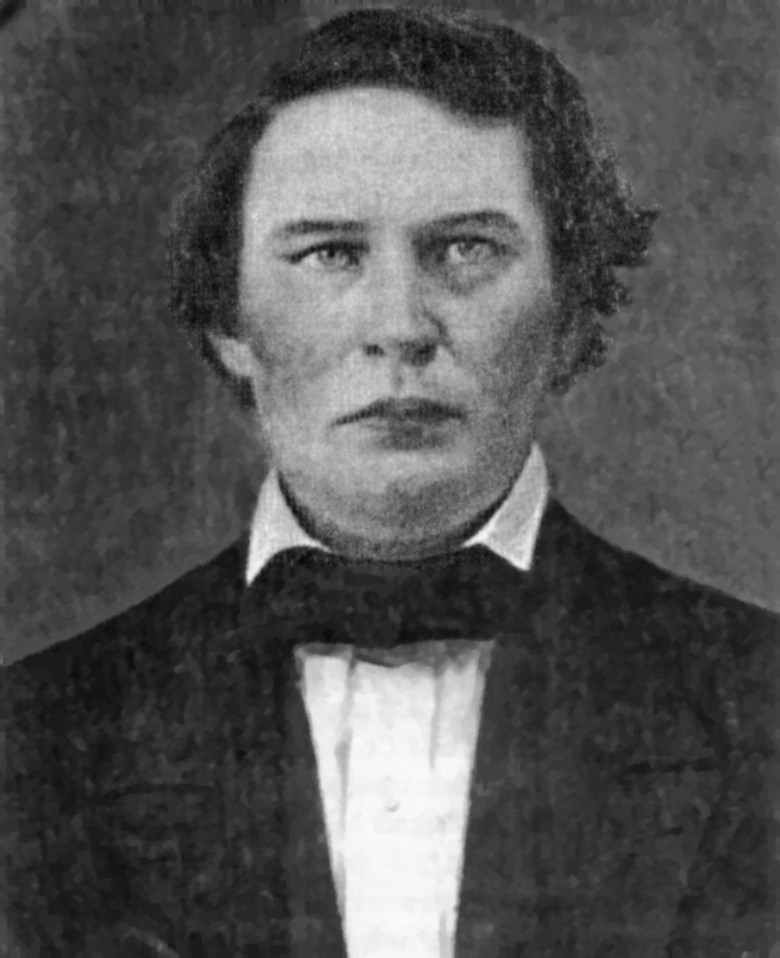
ジョージ・W・ジョンソン、アメリカ連合国初代ケンタッキー州知事

南北戦争の間、アメリカ連合国同調者集団がラセルビルで会して、ケンタッキー州連合国政府を形成した。この政府がフランクフォートの州政府と置き換わることは無かったが、知事として2人が選出された。すなわちジョージ・ジョンソンが1861年11月20日からシャイローの戦いで戦死した1862年4月8日まで、リチャード・ホーズが南軍の降伏した1865年4月9日まで務めた。1865年に終戦になってから間もなく、ケンタッキー州連合国政府は解体された。

## 知事経験者が務めた別の公職
以下の表は知事経験者が務めた議員、連邦政府役職、他の州の知事などの公職である。
* 印はその役職就任のために知事を辞任したことを示す
更にケンタッキー州連合国知事のリチャード・ホーズがアメリカ合衆国下院議員を務めていた。
| 氏名                           | 知事の任期                  | アメリカ合衆国議会 | アメリカ合衆国議会 | その他の公職                              | 出典   |
| 氏名                           | 知事の任期                  | 下院               | 上院               | その他の公職                              | 出典   |
| ------------------------------ | --------------------------- | ------------------ | ------------------ | ----------------------------------------- | ------ |
| クリストファー・グリーナップ   | 1804年-1808年               | H                  |                    |                                           | [ 17 ] |
| ジョン・アデア                 | 1820年-1824年               | H                  | S                  |                                           | [ 18 ] |
| ジョセフ・デシェイ             | 1824年-1828年               |                    |                    |                                           | [ 19 ] |
| トマス・メトカーフ             | 1828年-1832年               | H                  | S                  |                                           | [ 20 ] |
| ジェイムズ・T・モアヘッド      | 1834年-1836年               |                    | S                  |                                           | [ 21 ] |
| ジェイムズ・クラーク           | 1836年-1839年               | H                  |                    |                                           | [ 22 ] |
| チャールズ・A・ウィクリフ      | 1839年-1840年               | H                  |                    | アメリカ合衆国郵政長官                    | [ 23 ] |
| ロバート・P・レッチャー        | 1840年-1844年               | H                  |                    | 駐メキシコアメリカ大使                    | [ 24 ] |
| ジョン・J・クリッテンデン      | 1848年-1850年               | H                  | S                  | アメリカ合衆国司法長官* （2回）           | [ 25 ] |
| ラザラス・W・パウェル          | 1851年-1855年               |                    | S                  |                                           | [ 26 ] |
| チャールズ・S・モアヘッド      | 1855年-1859年               | H                  |                    |                                           | [ 27 ] |
| ジョン・W・スティーブンソン    | 1867年-1871年               | H                  | S*                 |                                           | [ 28 ] |
| プレストン・レスリー           | 1871年-1875年               |                    |                    | モンタナ準州知事                          | [ 29 ] |
| ジェイムズ・マクリアリー       | 1875年-1879年 1911年-1915年 | H                  | S                  |                                           | [ 30 ] |
| プロクター・ノット             | 1883年-1887年               | H                  |                    |                                           | [ 31 ] |
| ジョン・Y・ブラウン            | 1891年-1895年               | H                  |                    |                                           | [ 32 ] |
| ウィリアム・O・ブラッドリー    | 1895年-1899年               |                    | S                  |                                           | [ 33 ] |
| J・C・W・ベッカム              | 1900年-1907年               |                    | S                  |                                           | [ 34 ] |
| オーガスタス・スタンレー       | 1915年-1919年               | H                  | S*                 |                                           | [ 35 ] |
| ウィリアム・J・フィールズ      | 1923年-1927年               | H                  |                    |                                           | [ 36 ] |
| A・B・"ハッピー"・チャンドラー | 1935年-1939年 1955年-1959年 |                    | S*                 |                                           | [ 37 ] |
| アール・C・クレメンツ          | 1947年-1950年               | H                  | S*                 |                                           | [ 38 ] |
| バート・コームズ               | 1959年-1963年               |                    |                    | アメリカ合衆国控訴裁判所第6巡回裁判所判事 | [ 39 ] |
| ウェンデル・H・フォード        | 1971年-1975年               |                    | S*                 |                                           | [ 40 ] |
| アーニー・フレッチャー         | 2003年-2007年               | H                  |                    |                                           | [ 41 ] |

## 存命の知事経験者
2024年11月時点で、知事経験者のうち5人が存命である。知事経験者の中で最近亡くなったのは2023年12月20日逝去のジュリアン・キャロル（在任1974年-1979年）である。
| 氏名                     | 任期          | 生年月日               |
| ------------------------ | ------------- | ---------------------- |
| マーサ・レイン・コリンズ | 1983年-1987年 | 1936年12月7日（88歳）  |
| ポール・パットン         | 1995年-2003年 | 1937年5月26日（87歳）  |
| アーニー・フレッチャー   | 2003年-2007年 | 1952年11月12日（72歳） |
| スティーヴ・ベシア       | 2007年-2015年 | 1944年9月21日（80歳）  |
| マット・ベヴィン         | 2015年-2019年 | 1967年1月9日（58歳）   |

## 原註
1. ↑  The office of lieutenant governor was created by the second Kentucky Constitution, ratified in 1799.[14]
2. ↑  The fractional terms of some governors are not to be understood absolutely literally; rather, they are meant to show single terms during which multiple governors served, due to resignations, deaths and the like.
3. 1 2 3 4  Died in office.
4. 1 2 3 4 5  副知事として残り任期を全う
5. ↑  アメリカ合衆国司法長官就任のために辞任
6. ↑  南北戦争について議会と同意できなかったために辞任、中立を主張した
7. ↑  上院議長として、残り任期を全う
8. 1 2 3 4  副知事として残り任期を全う。後に選挙で当選
9. 1 2 3 4  アメリカ合衆国上院議員に選ばれたために辞任
10. ↑  上院議長として、残り任期を全う。後に選挙で当選
11. 1 2  ウィリアム・S・テイラーは就任したが、議会がその選挙の有効性について不正投票があったと異議申し立てを行った。選挙の対抗馬ウィリアム・ゴーベルは1900年1月30日に銃で撃たれた。翌日、議会はゴーベルを知事に指名したが、3日後にゴーベルはその傷がもとで死んだ。テイラーは州から脱出し2度と戻らなかった。1909年にオーガスタス・ウィルソン知事によって恩赦になった。
12. ↑  副知事として残り任期を全う。後に特別選挙で当選
13. ↑  アメリカ合衆国上院議員に指名されたために辞任
14. ↑  スティーヴ・ベシアの任期は2015年12月8日まで、その後4年間は再任されない